# Parti conservateur-populaire (Pologne)
Pour les articles homonymes, voir Parti conservateur-populaire.
Le Parti conservateur-populaire (Stronnictwo Konserwatywno-Ludowe, SKL) était un parti conservateur polonais fondé en 1997.
Initialement membre de l'Alliance électorale Solidarité (AWS), il quitta celle-ci le 18 mars 2001 et se présenta avec la Plate-forme civique (PO) lors des législatives de 2001. La majorité de ses membres a alors rejoint PO, le reste fondant le Parti conservateur-populaire - Mouvement Pologne nouvelle (SKL-RNP) puis rejoignant le Parti du centre.